# هيروشي كيكوتشي
هيروشي كيكوتشي (26 ديسمبر 1888 إلى 6 مارس 1948)، المعروف باسمه المستعار كان كيكوتشي (الذي يستخدم نفس اسم كانجي كاسمه الحقيقي)، مؤلف ياباني ولد في تاكاماتسو، محافظة كاجاوا، اليابان. أسس دار نشر بينكيشونجي.المجلة الشهرية تحمل الاسم نفسه، جمعية الكتاب اليابانية وكل من جائزة أكوتاغاوا وناوكي للأدب الشعبي. خلال فترة ميجي، كان تركيز كيكوتشي الرئيسي على التصوير بدقة لمشاق الحياة اليومية لعامة الشعب. كان واحدا من الكتاب المسرحيين الرائدين خلال فترة ميجي. في عام 1920، وكان نجاح كيكوتشي كان أكثر تميزا لعامة الجماهير بعد نجاح قطعة من أعماله، شنجو فوجين (مدام لؤلؤة). وكان أيضا رئيس شركة دايي للصور المتحركة (حاليا صور كادوكاوا). ومعروف أيضا انه كان لاعبا حادا في ما جونغ

## روابط خارجية
- هيروشي كيكوتشي على موقع IMDb (الإنجليزية)
- هيروشي كيكوتشي على موقع الموسوعة البريطانية (الإنجليزية)
- هيروشي كيكوتشي على موقع ميوزك برينز (الإنجليزية)
- هيروشي كيكوتشي على موقع قاعدة بيانات الفيلم (الإنجليزية)